# Knut (gấu trắng Bắc Cực)

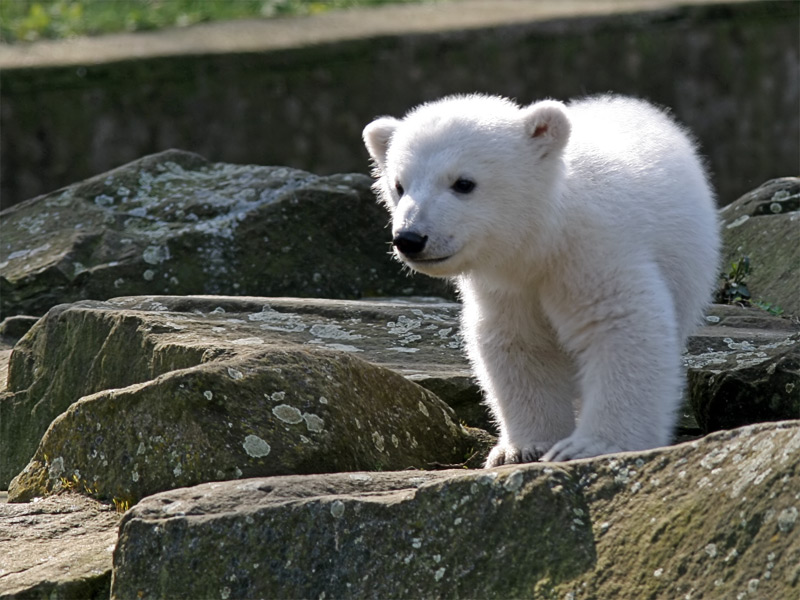
Knut tại Sở thủ Berlin tháng 3 năm 2007

Knut (sinh ngày 5 tháng 12 năm 2006 – chết ngày 19 tháng 3 năm 2011) là một con gấu Bắc Cực được các nhân viên của Sở thú Berlin nuôi lớn, chết ở tuổi thứ tư. 
Knut sinh ra ở Sở thú Berlin, gấu mẹ 20 tuổi tên là Toscam một con gấu trong đoàn xiếc từ Đông Đức sinh ra ở Canada, lúc được 13 tuổi thì giao phối với Lars, có nguồn gốc từ Tierpark Hellabrunn ở Munich. Sau một thời kỳ mang thai không phức tạp, Knut và một con gấu anh em không được đặt tên đã được sinh ra ngày 5 tháng 12 năm 2006. Tosca đã từ chối các con mình không rõ lý do, bỏ rơi chúng trên một tảng đá ở trong chuồng nhốt gấu trắng Bắc Cực. Những nhân viên vườn thú đã cứu cặp đôi by scooping them out of the enclosure with an extended fishing net, nhưng con gấu được sinh ra cùng Knut đã chết do bị nhiễm trùng 4 ngày sau đó. Knut là con gấu trắng bắc cực đầu tiên được sinh ra và sống sót ở Sở thú Berlin trong vòng 30 năm. Chỉ có kích thước bằng một con chuột lang nhà, con gấu con này đã trải qua 44 ngày tại lồng nuôi trước khi người chăm sóc thú Thomas Dörflein bắt đầu nuôi nó.

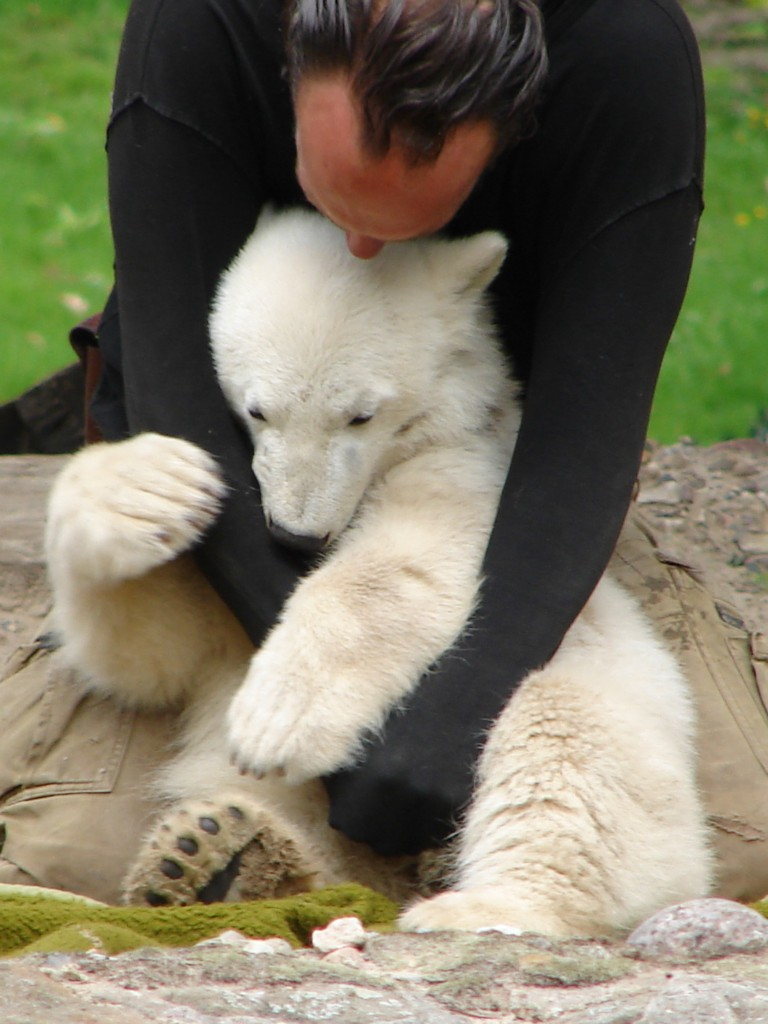
Thomas Dörflein chơi với Knut tháng 5 năm 2007

Knut bị gấu mẹ bỏ rơi khi mới chào đời nhưng may mắn mạnh khỏe nhờ bàn tay chăm sóc của con người. Đây là con gấu Bắc Cực con đầu tiên được sinh ra và sống sót trải qua thời kỳ sơ sinh tại Sở thú Berlin trong hơn 30 năm. Trong một thời gian là chủ đề của tranh cãi quốc tế, con gấu này đã trở thành một điểm thu hút du lịch và thành công thương mại. Sau khi tờ báo lá cải Bild của Đức chạy một trích dẫn từ một nhà hoạt động quyền động vật chỉ trích việc giữ gấu con trong điều kiện nuôi nhốt, người hâm mộ trên toàn thế giới tập hợp hỗ trợ việc con người nuôi chú gấu này. Trẻ em phản đối bên ngoài sở thú, và e-mail và thư bày tỏ sự cảm thông cho cuộc sống của cub được gửi từ khắp nơi trên thế giới.
Những nhà hoạt động trong phong trào bảo vệ quyền thú vật phản đối kịch liệt. Theo họ khi một con gấu bị mẹ chối bỏ nhất định có nguyên nhân, ví dụ Knut có một khuyết tật nào đó và ông ta mang về nuôi có nghĩa là ông đã can thiệp vào sự chọn lọc tự nhiên.
Knut trở thành trung tâm của các phương tiện thông tin đại chúng là một hiện tượng gọi là "Knutmania" kéo dài toàn cầu, Knut lên trang nhất nhiều nhật báo và tạp chí. Nhạc sĩ, nhà thơ viết về nó. Knut còn là chủ đề của một nhật ký trên mạng bằng tiếng Đức, tiếng Anh và tiếng Tây Ban Nha do một phóng viên địa phương lập ra. Tạp chí Vanity Fair chuyên về văn hóa nghệ thuật đã đưa Knut ra trang bìa cạnh tranh cùng nam diễn viên nổi tiếng Leonardo DiCaprio. Giới kinh doanh không bỏ lỡ cơ hội khi tung ra gấu bông Knut, kẹo, kem có hình ảnh Knut. Nhờ điều này, chú gấu con đã tạo ra sự gia tăng đáng kể doanh thu, ước tính khoảng 5.000.000 €, tại Sở thú Berlin trong năm 2007. Số lượng khách tham quan trong năm tăng khoảng 30%, khiến cho năm đó là năm có lợi nhuận cao nhất trong lịch sử 163 năm. 
Ngày 19 tháng ba 2011, Knut bất ngờ qua đời ở tuổi lên bốn. Chú gấu bị chết đuối khi đang lội xuống nước trong khuôn viên chuồng thú trước khi gặp phải một cơn co giật ngắn do bệnh viêm não, rồi sau đó chết trước sự chứng kiến của hàng trăm du khách. Cái chết của Knut đã khiến người dân Berlin tiếc thương. Thông tin về sự ra đi của nó nhanh chóng lan truyền khắp thành phố. Những người hâm mộ Knut đã tới tận vườn thú, tập hợp trước cửa chuồng của nó để tưởng nhớ chú gấu.
Thị trưởng Berlin Klaus Wowereit gọi cái chết của Knut là "đau buồn" và "tất cả chúng ta đều yêu quý nó. Knut là ngôi sao của các vườn thú Berlin".